# Chlorophorus tixieri
Chlorophorus tixieri là một loài bọ cánh cứng trong họ Cerambycidae.